# Beatriz Escalante Cisneros
Beatriz María Escalante Cisneros (Ciudad de México, 29 de noviembre de 1957) es una escritora y narradora, gramática, traductora, antóloga y editora mexicana especializada en la creación literaria juvenil. 

## Trayectoria
En 1981 se graduó en Pedagogía en la Universidad Nacional Autónoma de México después estudió Ciencias de la Educación en la Universidad Complutense de Madrid becada por el Instituto de Cooperación Iberoamericana, gracias a la tesis: “La educación no formal en América Latina, El legado de Paulo Freire”. 
Ha sido profesora de Redacción, Teorías del Cuento y Literatura Experimental en las escuelas de escritores de la Sociedad General de Escritores de México (en sus sedes Puebla, Querétaro, Toluca, Ciudad de México) y de creación literaria en el Instituto Nacional de Bellas Artes, Casa Lamm, Instituto Electoral del Estado de México, TV Azteca, Canal Once desde 1990.
Fue guionista para la televisión cultural; conductora del programa Gramática Inolvidable de Radio Educación y becaria del International Writing Program de Iowa; de la Fundación Rockefeller (en el Fideicomiso para la Cultura México-USA); y del Fondo Nacional para la Cultura y las Artes, en tres ocasiones. 
Colaboradora de Blanco Móvil, El Nacional, El Sol de México, Excélsior, Los Universitarios, Plural, Pregonarte, Siempre! y Unomásuno. 
En 2016 recibió el Premio Mundial a la Excelencia Literaria en el II Congreso Mundial de Escritores Miguel de Cervantes en Orlando.
En 2024 la editorial Porrúa reeditó varios de sus libros, entre ellos el Curso de redacción para escritores y periodistas, mismo que fue distribuido en América Latina por el Fondo de Cultura Económica.

## Obra

### Literarias
- Fábula de la inmortalidad, Porrúa, 1995
- Amor en aerosol, Planeta, 1995
- Júrame que te casaste virgen, Porrúa, 1995
- El marido perfecto y otros cuentos para mujeres, Nueva Imagen, 2001
- Cómo ser mujer y no vivir en el infierno, Porrúa, 2002
- Los pegasos de la memoria, Nueva imagen, 2005
- La escuela del amor, Plaza y Janés, PRH, 2009
- Miedo de mí, Porrúa 2022

### Pedagógicas
- Curso de redacción para escritores y periodistas, Porrúa, 1998
- Diccionario ortográfico infantil ilustrado, Porrúa, 2000
- Ortografía al día, Porrúa, 2003
- Ortografía para escritores y periodistas, Porrúa, 2003
- Verbos, las dudas de todos los días, Porrúa 2012
- Ortografía divertida (reedición del Diccionario ortográfico infantil ilustrado), Porrúa, 2015
- Ortografía instantánea, Editorial Escalante, 2017

### Antología de cuentos
- Atrapados en la escuela, 1994, Selector (Reimpresiones)
- La luna de miel según Eva, 1996, Selector
- Por fin solos, 2002, Selector
- La generación encontrada, 2002, Selector
- Atrapados en la alcoba, 2007, Selector
- Atrapados en la escuela, segunda generación, 2008, Selector
- Cacería de letras, 2010, Colección editorial El Zócalo
- Historias al descubierto, 2011, Colección editorial El Zócalo
- Perdón por la letra, 2012
- Somos adolescentes ¿y Ke!, Porrúa, 2013
- Adolescentes en peligro, Porrúa, 2014
- Zombies, espectros y fobias, Editorial Escalante, 2015
- Cuentos de amor y deseo, Editorial Escalante, 2016
- En el cementerio, Editorial Escalante, 2017
- Amistad a primera vista, Editorial Escalante, 2020
- El beso, Editorial Escalante, AÑO, 2021
- Entre perros y gatos, Editorial Escalante, AÑO, 2022
- Amores increíbles, Editorial Escalante, 2022
- Relatos de nuestros días, Editorial Escalante, 2023
- La vida en cuentos, Editorial Escalante, 2024.[10]